# Molino de mano

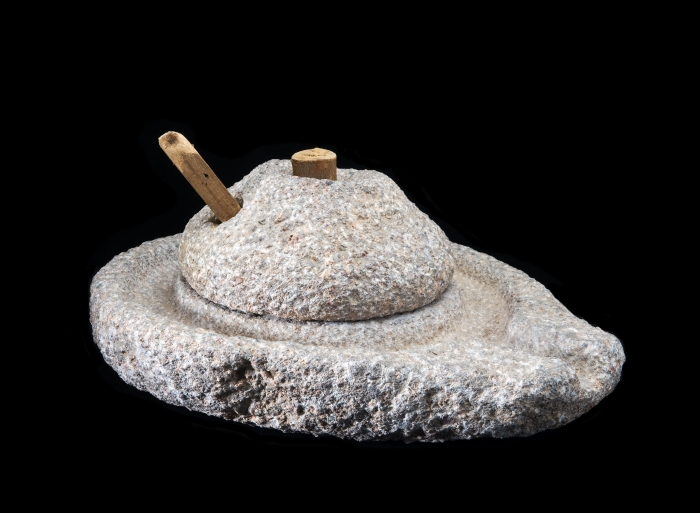
Molino de mano giratorio

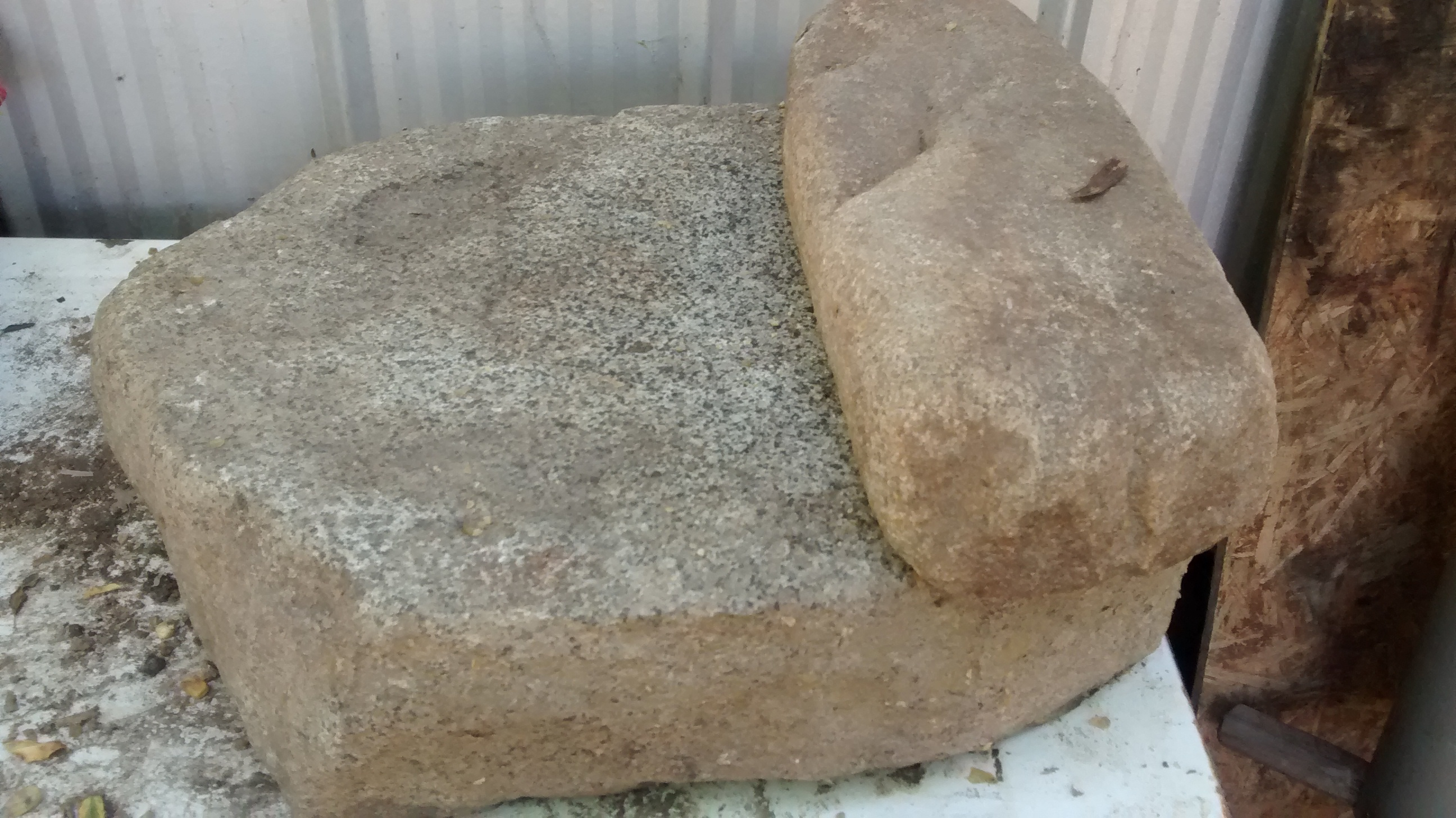
Molino de mano lineal, con muela superior movediza

El molino de mano (denominado también como molino portátil) es un instrumento de piedra diseñado para moler una pequeña cantidad de granos de cereal y convertirlos en sémola (o harina). Suelen ser de pequeño peso, y constan al menos de dos piezas. Una encima de la otra, estando la inferior fija. Su pequeño tamaño permite que pueda operarse a mano. Su uso fue descubierto en el periodo final del neolítico, comienzo de la Edad de los Metales.

## Historia
Se desconoce la forma, y funciones, de los primeros molinos de mano. Quizás comenzaran a ser dos piedras con forma apropiada que mediante el sucesivo uso sirvieran para el propósito de la molienda. Los restos arqueológicos evidencian que se descubrió en la primera parte de la Edad de los Metales (finalizando el periodo neolítico), coincidiendo con el descubrimiento y expansión de la agricultura. Estos primitivos molinos se dedicaban a moler el cereal y reducirlo a sémola más fácil de digerir. Su uso está íntimamente unido al uso culinario, origen de las primeras gachas, así como al origen de la elaboración del pan.

## Características
Los molinos de mano suelen tener las dos muelas de pequeño tamaño/peso. Suelen ser de dos tipos dependiendo de las culturas: rotatorio, lineal. En los molinos rotatorios la pieza móvil rota sobre un eje (de madera), impulsado mediante el trabajo motriz de una persona dedicada a la labor de molienda. Suelen tener un asa excéntrica que perite la labor mediante el giro sobre su eje. En los molinos lineales la parte móvil se desliza por una especie de acanaladura,o vía, moliendo el grano con el peso del cuerpo.